# Rudolf Wagner-Régeny
Rudolf Wagner-Régeny (Saxon Regen, Regne d'Hongria, 28 d'agost, 1903 - Berlín Oriental 18 de setembre 1969), va ser un compositor i professor universitari alemany d'origen transsilvània-saxona.

## Biografia
Wagner-Régeny va néixer com a fill d'un comerciant, Transsilvània. Va assistir a l'institut a Sighișoara (Sighisoara). El seu talent musical es va fer evident a una edat primerenca. Fins i tot de petit tocava molt bé el piano.
Va començar els seus estudis el 1919 al Conservatori de Leipzig amb Robert Teichmüller, Stephan Krehl i Otto Lohse i va continuar de 1920 a 1923 a la Universitat de Música de Berlín-Charlottenburg amb Franz Schreker, Siegfried Ochs, Emil Nikolaus von Reznicek, Rudolf Krasselt i Friedrich Krasselt. Koch va continuar. Des de 1923 estava casat amb la pintora i escultora Léli Duperrex. De 1923 a 1925 va treballar com a acompanyant a la Volksoper de Berlín. Del 1925 al 1926 va treballar com a membre del consell assessor musical de la pel·lícula sonora i del 1926 al 1929 va viatjar per Alemanya, Suïssa, els Països Baixos i Àustria com a compositor i director de banda del grup de ballet del ballarí i coreògraf hongarès Rudolf von Laban. El 1930 va adquirir la ciutadania alemanya, havent tingut la nacionalitat hongaresa des del naixement i la ciutadania romanesa després de 1919. Del 1930 al 1943 va viure com a compositor independent i va donar classes de composició i teoria.
El 1929 va conèixer l'escenògraf i llibretista Caspar Neher, amb qui va romandre amistat fins a la seva mort el 1962. Amb ell va escriure diverses òperes importants, com Der Fünstling (després de Maria Tudor de Victor Hugo, traduït per Georg Büchner), que es va estrenar el 20 de febrer de 1935 a la Semperoper de Dresden sota la direcció de Karl Böhm amb Marta Fuchs com a Maria Tudor. Aquesta òpera va ser el seu major èxit de públic i es va representar en 100 escenaris el 1942. Va seguir Die Bürger von Calais,, estrenada el 28 de gener de 1939 a l'Òpera Estatal de Berlín amb Herbert von Karajan i Johanna Balk, i estrenada el 4 d'abril de 1941 a l'Òpera Estatal de Viena.
El 1943 va ser reclutat al servei militar i va treballar com a escriptor i músic a la Wehrmacht fins al 1945. El 1946 va treballar al Güstrow Theatre. De 1947 a 1950, Wagner-Régeny va ser rector de la Universitat de Música de Rostock, que més tard es va convertir en la Universitat de Música i Teatre de Rostock. El conservatori municipal de Rostock Rudolf Wagner-Régeny va rebre el seu nom. Després es va convertir en professor de composició a la recentment fundada Universitat de Música de Berlín i cap d'una classe magistral a l'Acadèmia de les Arts de la RDA, de la qual era membre. L'Acadèmia de les Arts de Berlín (Oest) i l'Acadèmia de Belles Arts de Baviera també el comptaven entre els seus membres. Durant la seva estada a Berlín, es van escriure tres òperes més importants, inclosa Das Bergwerk zu Falun basada en Hugo von Hofmannsthal, que es va estrenar al Festival de Salzburg el 1961. També va escriure cantates impressionants com Gènesi i l'oratori escènic Prometeu (basat en Èsquil i Goethe), que es va estrenar el 12 de setembre de 1959 a la inauguració de la nova òpera de Kassel.
La seva tomba es troba al Dorotheenstädtischer Friedhof de Berlín, on Paul Dessau, Hanns Eisler i molts altres artistes destacats també van trobar el seu lloc de descans final. El poeta Jens Gerlach li va dedicar un poema als Monòlegs de Dorotheenstadt.

## Significat
L'estil i l'habitus de les seves obres musicals-dramàtiques es basen en la tradició de Bertolt Brecht i Kurt Weill. El focus de la seva obra compositiva és l'òpera. Wagner-Régeny es preocupa per l'impacte i l'aconsegueix mitjançant l'ús d'una gran varietat de mitjans musicals. Juntament amb Boris Blacher, Hans Werner Henze, Karl Amadeus Hartmann i Paul Dessau va escriure The Jewish Chronicle, que, entre altres coses, en una producció discogràfica amb Herbert Kegel. De vegades també es va ocupar de la tècnica de dotze tons. Com a professor universitari, va formar diverses generacions de compositors.

## Premis i honors
- Premi Nacional de la RDA, 2a promoció d'Art i Literatura (1955)
- Un carrer del districte berlinès de Treptow-Köpenick porta el seu nom des de 2002.[4]

## Obres (selecció)
Obres escèniques

- Moschopuls, 1928 Theater Gera
- Der nackte König, 1928 Gera
- Sganarelle oder Der Schein trügt, 1929 Grillo-Theater (Essen)
- Esau und Jacob, 1930 Gera
- La Sainte Courtisane, 1930 Gera
- Die Fabel vom seligen Schlächtermeister, 1931/32 (Dresden 1964)
- Der Günstling, 1935 Semperoper, Dresden
- Die Bürger von Calais, 1939 Staatsoper Berlin
- Johanna Balk, 1941 Wiener Staatsope
- Das Opfer, 1941 Hermannstadt
- Prometheus, 1959 Staatstheater Kassel
- Das Bergwerk zu Falun, 1961 Festival de Salzburg
- Persische Episode, 1963 Volkstheater Rostock

Música instrumental

- Sommernachtstraum-Musik, 1935
- Orchestermusik mit Klavier, 1935
- Streichquartett, 1948
- Zwei Tänze für Palucca, 1950
- Drei Orchesterstücke Mythologische Figurinen, 1951
- Drei Orchestersätze, 1952
- Sieben Fugen, 1953
- Einleitung und Ode für symphonisches Orchester, 1967

Música vcal

- 10 Lieder auf Texte von Brecht, 1950
- Kantate Genesis, 1956
- Jüdische Chronik, 1961
- Kantate An die Sonne, 1968/69 (zu Texten von Ingeborg Bachmann)
- Hermann Hesse-Gesänge Gesänge des Abschieds, 1968/1969
- Drei Fontane-Lieder, 1969

Autobiografisches
- Begegnungen. Hrsg. v. Tilo Medek, 1968
- Erinnerungen und Notizen (1943–65). [Aus dem Archiv der Akademie der Künste]. In: Sinn und Form. 1/2010, S. 92–121.

## Alunes (selecció)
- Reiner Bredemeyer
- Paul-Heinz Dittrich
- Peter Dorn
- Gunther Erdmann
- Hans-Joachim Geisthardt
- Friedrich Goldmann
- Günter Hauk
- Jörg Herchet
- Wilfried Jentzsch
- Helge Jung
- Georg Katzer
- Hans-Joachim Marx
- Siegfried Matthus
- Tilo Medek
- Thomas Natschinski
- Günter Neubert
- Gerd Puls
- Hans-Karsten Raecke
- Gerhard Rosenfeld
- Manfred Schubert
- Lorenz Stolzenbach
- Bernd Wefelmeyer
- Manfred Weiss

## Documents
Les cartes de Rudolf Wagner-Régeny es troben als fons de l'editor musical de Leipzig C. F. Peters als Arxius Estatals de Leipzig.